# Anolis-verde
Anolis carolinensis é uma espécie de lagartos pertencentes ao vasto gênero Anolis, da família Polychrotidae. De hábitos solitários e arborícolas, esse lagarto pode ser encontrado no sudeste dos Estados Unidos e em diversas ilhas do Caribe. É muitas vezes erroneamente chamado de camaleão, devido a sua habilidade de mudar de cor e de mover seus olhos independentemente, porém não é parente próximo dos camaleões.

## Habitat
O Anolis carolinensis existe apenas na América do Norte, no sudeste dos Estados Unidos e no Caribe. Pode ser facilmente encontrado em áreas costeiras da Carolina do Norte até à Flórida e também no Texas. Não existia no Hawaii, mas foi introduzido. Ele também pode, como vários outros lagartos, ser domesticado.

## Características

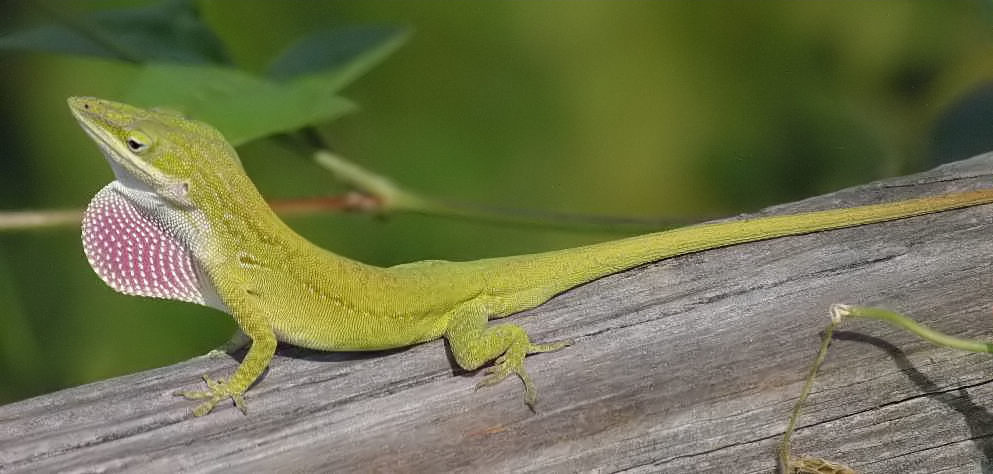
Anolis carolinensis exibindo sua garganta vermelha inflável

O Anolis carolinensis possui 24 centímetros de comprimento, geralmente exibe coloração verde, mas pode mudar de cor dependendo do humor e da temperatura ambiente. Além da mudança de cor, também é famoso pela sua garganta vermelha inflável.
Assim como muitos lagartos, o Anolis carolinensis consegue auto-amputar sua cauda na presença de um predador, fugindo e deixando a cauda para trás. Ela continua se retorcendo depois de amputada, prendendo a atenção do predador e dando tempo para o lagarto fugir. Uma nova cauda cresce posteriormente no lugar da antiga,

## Comportamento

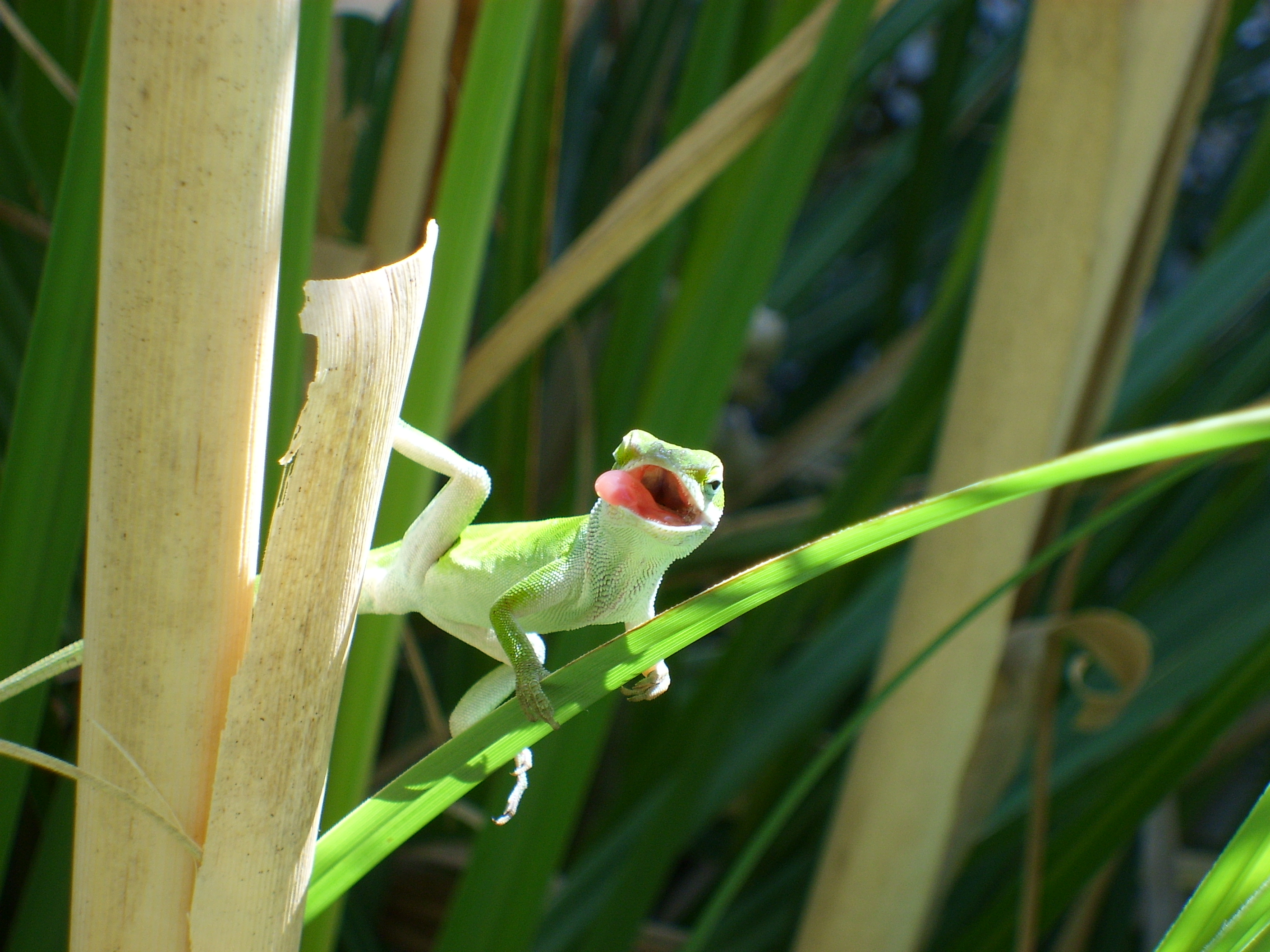

Anolis carolinensis são, como a maioria dos lagartos, animais solitários e territoriais, e costumam lutar uns com os outros para defender seu território. Durante a época de acasalamento (de abril até agosto) os lagartos exibem suas gargantas vermelhas infladas para os companheiros.
Os ovos, depois de postos são enterrados e abandonados à própria sorte, como acontece na maioria dos escamados. Após um período de 30-45 dias, eles chocam e os filhotes aparecem. É um mundo perigoso para os pequenos lagartos recém-nascidos, que têm de se defender contra os muitos mamíferos e répteis predadores existentes no território. Ainda assim, muitos sobrevivem.